# Niendorf Nord
Niendorf Nord – stacja metra hamburskiego na linii U2. Stacja została otwarta 10 marca 1991. Na zewnątrz stacji jest mały dworzec autobusowy, który jest obsługiwany przez kilka linii autobusowych. Linia U2 prowadzi stąd do Mümmelmannsberg.

## Położenie
Peron stacji znajduje się pod powierzchnią ziemi i można się na niego dostać zarówno z południowej jak i północnej strony. Stacja wyposażona jest w schody stacjonarne oraz w schody ruchome w południowej części stacji. Sprzedaż biletów odbywa się w automatach.